# Isaac Promise
Isaac Promise (Kaduna, 2 de dezembro de 1987 - Austin, 2 de outubro de 2019), foi um jogador de futebol nigeriano. Foi capitão da Seleção Sub-20 da Nigéria, medalhista olímpico de prata.

## Carreira
Disputou os Jogos Olímpicos de Verão de 2008, onde a sua equipe foi vice-colocado, tendo Promise marcado um gol em 13 de agosto de 2008 na vitória de 2-1 sobre os Estados Unidos.